# Svatý Juda Tadeáš
Deskový obraz Svatý Juda Tadeáš představující posledního z dvanácti apoštolů Ježíše Krista je působivou malbou na dřevěné desce náležející do souboru 129 obrazů "Nebeského vojska" či "Vojska Kristova" (původně jich bylo 130). Soubor pokrývá všechny stěny kaple sv. Kříže na hradě Karlštejn. Jedná se o největší soubor deskových obrazů vzniklý v Evropě 14. století; vzešel z pražské malířské dílny, v jejímž čele stál Mistr Theodorik. Nadživotní polopostavy světců z dílny Mistra Theodorika navazují na severoitalský sloh a na byzantské vlivy pronikající především z Benátek; významně přispěly ke vzniku nového malířského stylu zvaného měkký styl, který v 60. a 70. letech 14. století dominoval v české deskové malbě a šířil se i mimo hranice království. Cyklus karlštejnských obrazů vznikl na objednávku Karla IV. s cílem střežit říšské korunovační klenoty a relikvie světců, které císař nechal v kapli sv. Kříže uložit.

## Popis deskového obrazu a jeho umístění
Hlavní podnět pro "měkký styl", známý též jako "císařský styl", vzešel ze 130 deskových obrazů znázorňujících "nebeské vojsko Kristovo". Obrazy byly určeny pro kapli sv. Kříže na Karlštejně. Deskový soubor vytvořila dílna Mistra Theodorika v letech 1360-1364. Soubor deskových obrazů byl namalován na bukové desky technikou vrstvené olejové tempery, která umožňovala pozvolnější postup malby jednotlivých obrazů. Pro krátkost času většinu obrazů vytvořili dílenští pomocníci podle podkreseb zhotovených Mistrem. Vlastní rukou Mistr Theodorik namaloval nejvýše třicet obrazů, z nichž šest nejvýznamnějších je součástí stálé expozice Národní galerie v Praze (Anežský klášter).
Kaple sv. Kříže zabírá 2. patro Velké věže hradu Karlštejn s půdorysem 9 x 15 m. Kaple představující "Nebeský Jeruzalém" je rozdělena do tří horizontálních pásů, z nich horní pás zdobí deskové obrazy s polopostavami světců a světic zastupujících církev, rytířstvo, univerzitu a království. Zatímco ideový koncept vypracoval císař s nejbližšími rádci, realizátorem ideového programu byl Mistr Theodorik, který všech 130 desek uspořádal tak, že vyšel ze základní osy prostoru ve směru vstupní prostor - oltář s odlišným umístěním v presbytáři (prostor za zlatou mříží) a v prostoru lodě (před mříží). Práce na výzdobě začaly již před rokem 1360 uhlem provedenými podkresbami, které vytvořily rozvrh jednotlivých desek na stěnách kaple. Její výzdoba byla dokončena před slavnostním vysvěcením kaple 5. února 1365, ale dílčí úpravy mohly pokračovat až do roku 1367. Obrazy relikviářového typu byly zavěšeny na dřevěný rošt těsně k sobě. Vzniklé spáry mezi jednotlivými obrazovými deskovými obrazy zakryly lišty s plastickými aplikacemi a plasticky zdobené rámy obrazů. Charakteristickým znakem obrazového souboru je skutečnost, že svatozáře světců, ale i části jejich postav přesahují na plochu rámů zdobených pastilii, což je postup v evropském malířství 14. století neznámý, ale známý v byzantské a ruské ikonové malbě té doby. V mnoha rámech jsou umístěny otvory pro relikvie vyobrazených světců. Na některých obrazech byly otvory dokonce vyhloubeny přímo do dřevěných desek. Z rámů na návštěvníky kaple proto světci a světice hledí "jako z oken". Jejich širokým tvářím měkce modelovaným živými barvami dominují velké oči, přičemž světlo dále zvyšuje dojem prostorovosti.

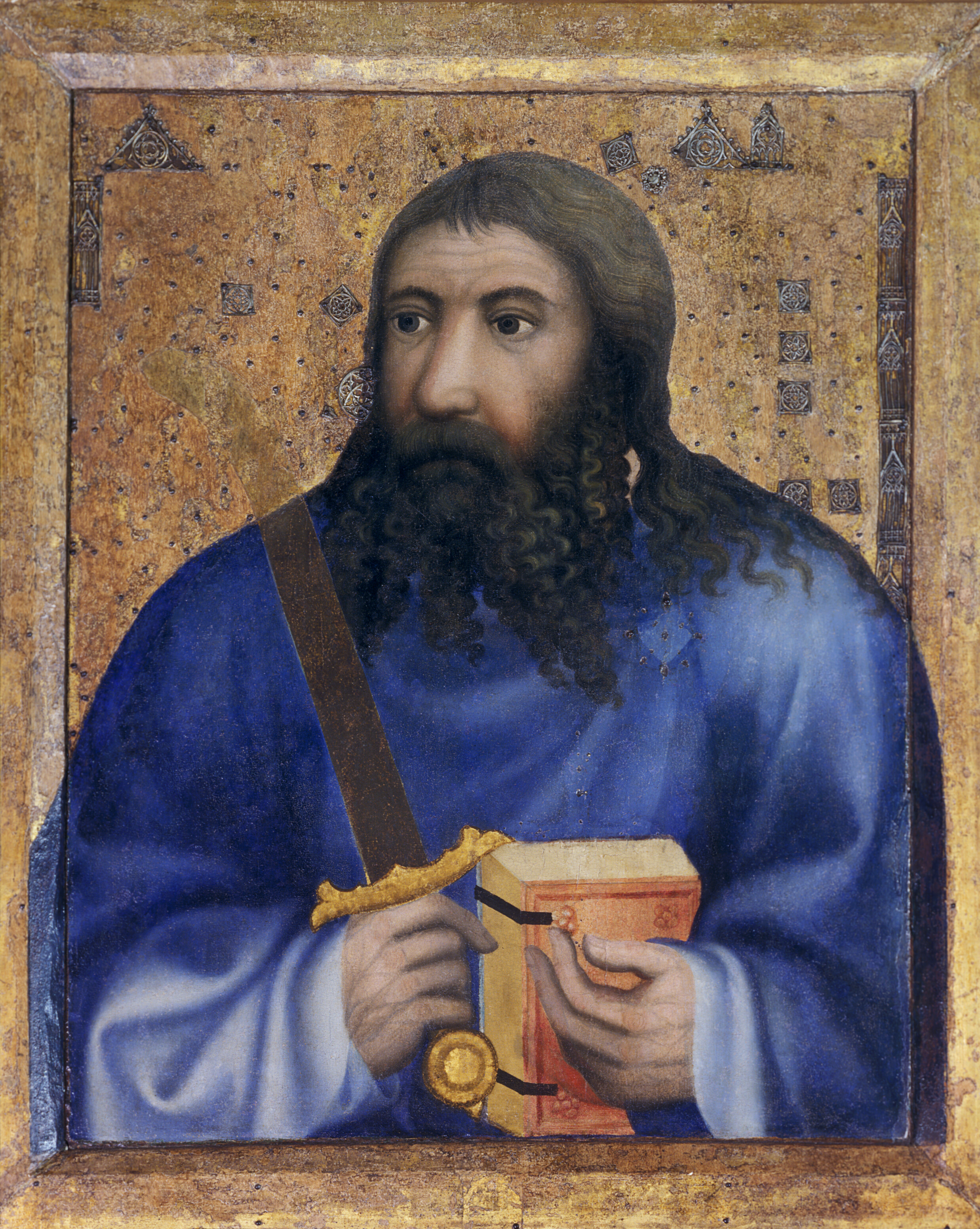
Deskový obraz sv. Šimon Horlivec (115 x 93 cm, Kaple sv. Kříže, Státní hrad Karlštejn)

Kapli dominuje oltářní stěna s výklenkem pro císařské relikvie Kristova utrpení. Nad oltářním výklenkem je umístěna deska s "Ukřižováním Krista", největším obrazem v kapli, kterou symetricky obklopují příbuzní a současníci Kristovi s doprovodem archandělů. Obrazy nacházející se v horním pásu kaple jsou uspořádány do tří řad nad sebou. K severní oltářní stěně přesahuje zprava trojce apoštolů doplněná velkým a malým prorokem. Ve spodním pásu tohoto přesahu jsou umístěny deskové obrazy apoštolů sv. Judy Tadeáše a sv. Šimona a nad nimi sv. Matěj s proroky Jeremiášem (?) a Jóelem (?). Určení některých vyobrazených světců zaměstnává historiky umění i dnes, což dokládá i určení obou desek světců v dolní řadě sv. Judy Tadeáše a sv. Šimona. Původní určení obou apoštolů vycházelo z údajů uvedených v katalogu NG vydaného k výstavě Magister Theodoricus - dvorní malíř císaře Karla IV. (1997). Uvádí se, že apoštol Juda Tadeáš, bratr apoštola Jakuba Menšího, byl spolu se sv. Šimonem Horlivcem umučen v Persii, přičemž sv. Juda měl být ubit kyjem. Na desce sv. Juda Tadeáš, podobně jako většina dalších apoštolů, drží kříž, zatímco v ruce sv. Šimona je zobrazen meč.

## Autor deskového obrazu
Mistr Theodorik, dvorní malíř císaře Karla IV., přišel do Prahy na císařovo pozvání asi koncem padesátých let 14. století z Kolína nad Rýnem. Usadil se na Hradčanském náměstí, kde je poprvé zmíněn jako majitel domu (1359). Za výzdobu kaple sv. Kříže ho císař odměnil statkem na Mořině u Karlštejna (1367). Poslední zmínka pochází z roku 1368 v souvislosti s jeho domem na Hradčanech. Pokud bychom chtěli usuzovat na podobu Mistra Theodorika, nejvážnějším kandidátem na jeho "autoportrét" by byla deska s vyobrazením sv. Lukáše. Tento světec byl patronem malířů a Mistr Theodorik stanul v čele jejich Bratrstva na Starém městě pražském (1365). Mistr umírá mezi 1375 a 1380/81, přičemž neměl, s výjimkou Mistra třeboňského oltáře, žádné známější následovníky.

## Datace deskového obrazu
Stavba hradu Karlštejn probíhala mezi roky 1348 (položení základního kamene) až do roku 1357. Malba jednotlivých deskových obrazů spadá do období první poloviny 60. let 14. století a nepochybně byla dokončena před vysvěcením kaple (1365), což nevylučuje některé menší úpravy v následujících letech.. Celá kaple sv. Kříže byla rekonstruována na konci 20. století a znovu zpřístupněna v roce 2000.

## Umělecko-historický význam deskového souboru
Mistr Theodorik dovršil formování "měkkého" či "císařského slohu". Jeho soubor 130 deskových obrazů v kapli sv. Kříže je výjimečný v evropské gotické malbě. Z jeho nemnoha žáků je znám především Mistr třeboňského oltáře, v jehož obrazech se dotváří v malířství známý "krásný sloh", který znamenal odklon od monumentality "císařského stylu".